# 易卜拉欣·哈克帕夏
易卜拉欣·哈克帕夏（土耳其語：İbrahim Hakkı Paşa，1862年—1918年），奧斯曼帝國土耳其人出身的政治家，在1910年1月12日-1911年9月30日出任大維齊爾。
他曾出任奧斯曼帝國駐德國和義大利大使，哈克帕夏也在1913年2月至第一次世界大戰爆發前留在倫敦一段日子，並與德國交涉柏林至巴格達鐵路。他留英時也與乔治六世會面。